# Maubeuge (Sous-le-Bois) Cemetery
 (avril 2019).
Le cimetière « Maubeuge (Sous-le-Bois) Cemetery » est l'un des deux cimetières militaires  de la Première Guerre mondiale situés sur le territoire de la commune de Maubeuge, Nord. Le second est le cimetière Maubeuge Centre Cemetery.

## Localisation
Ce cimetière est situé à l'est de la ville, au milieu du cimetière du quartier Sous-le-Bois.

## Historique
Occupée par l'armée allemande dès fin août 1914, la ville est restée loin du front jusque début 8 novembre 1918, date à laquelle elle a été reprise par les troupes du Commonwealth après de violents combats. Un hôpital britannique a été installé dans la ville pour soigner les soldats; ce cimetière a été créé après l'armistice jusqu'au 22 mars 1919 pour inhumer les soldats décédés des suites de leurs blessures .

## Caractéristiques
Le cimetière comporte 114 tombes du Commonwealth de la première guerre mondiale.

## Sépultures
| Pays             | Sépultures |
| ---------------- | ---------- |
| Royaume-Uni      | 65         |
| Canada           | 1          |
| Australie        | 45         |
| Nouvelle-Zélande | 3          |
| Total            | 114        |